# Danika & the Jeb
Danika & the Jeb is een Amerikaans muzikaal duo uit Nashville. Het duo bestaat uit zangeres/gitariste/toetseniste Danika Holmes en gitarist Jeb Hart. Het duo heeft opgetreden in de Verenigde Staten, Canada, het Verenigd Koninkrijk en verschillende landen in de Europese Unie.

## Geschiedenis
Danika Holmes leerde piano spelen vanaf haar zesde jaar. Als tiener schreef ze muziek, maar ze had geen serieuze muzikale aspiraties. Haar vader stierf toen hij 54 jaar was. Holmes gaf toen les op middle school en high school, wat haar niet genoeg voldoening gaf. De vroege dood van haar vader spoorde haar aan om een master te halen in onderwijs zodat ze les kon gaan geven aan een universiteit. Ook dit bleek haar niet gelukkig te maken; ze speelde liever muziek.
Holmes besloot gitaar te leren spelen. Zo leerde ze Jeb Hart kennen die gitaarles gaf in Davenport. Hart, op negenjarige leeftijd begonnen met saxofoon, had een bachelor in biologie en scheikunde maar werkte als financieel planner en gaf ondertussen leiding aan een gitaarschool. Er ontstond een klik tussen de twee en in 2010 namen ze beiden ontslag om een band op te richten. Hart had al ervaring opgedaan in verschillende bands als gitarist, bassist en drummer. Gedurende enige jaren huurden ze bassisten en percussionisten in om de bezetting van de band onder Danika's naam te vervolmaken maar in 2012 besloten ze om als duo verder te gaan. In 2017 namen ze als duo de naam "Danika & the Jeb" aan. Hart kreeg van Holmes de bijnaam "the Jeb" omdat hij het volgens haar kan doen lijken dat het geluid van een hele band uit één instrument komt.
Het duo ondervond in 2020 last van de coronapandemie doordat optredens werden afgezegd. Ze pasten hun bedrijfsmodel zo aan dat alle inkomsten via online kanalen komen. In september 2019, voor de pandemie, waren er al plannen om gebruik te maken van het platform Patreon waar consumenten op abonnementsbasis de content creators betalen voor het werk dat zij uitbrengen. Holmes en Hart gingen merchandise verkopen, startten e-mailmarketing en intensiveerden hun aanwezigheid op het streamingplatform Stageit.

## Discografie

### Studioalbums
- Second chances, 2010
- Living your dream, 2012
- Balance, Volume 1, 2014

### Livealbum
- Day #2349: Live at Campbell Steele Gallery, 2019

### Ep
- Acoustic Christmas sessions, 2013